# Stylops bruneri
Stylops bruneri  (лат.) — вид веерокрылых насекомых рода Stylops из семейства Stylopidae. Северная Америка: США (Небраска).
Паразиты пчёл рода Andrena (Andrenidae). Лапки самцов 4-члениковые, усики 6-члениковые с боковыми отростками. Голова поперечная. Обладают резким половым диморфизмом: самцы крылатые (2 пары узких крыльев: передние маленькие и узкие, задние широкие), самки бескрылые червеобразные эндопаразиты. 
Вид был впервые описан в 1909 году американским энтомологом Уильямом Дуайтом Пирсом (William Dwight Pierce).